# Urs Fuchs

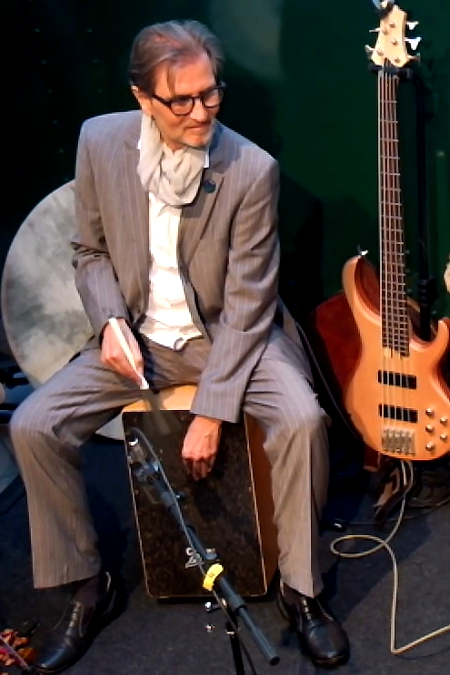
Urs Fuchs 2016 in Ennepetal

Urs Fuchs (* 1955) ist ein deutscher Musiker, Multiinstrumentalist, Musikproduzent und Komponist. Er spielt vorwiegend Bass und Perkussionsinstrumente. Als Studio- und Live-Musiker ist er an vielen, teils internationalen, Produktionen anderer renommierter Musiker beteiligt und in verschiedenen Band-Projekten tätig. Unter eigenem Namen veröffentlichte er bislang zwei Alben.

## Leben und Werk
Fuchs stammt aus dem Saarland und erlernte ursprünglich einen Sozialberuf und war darin einige Jahre tätig, bevor er sich mehr und mehr der Musik zuwandte und schließlich Berufsmusiker wurde. Er wohnte einige Zeit im Westerwald, lebt heute in Leverkusen und ist verheiratet.
Im Verlauf seiner Karriere spielte er mit Sally Oldfield, Anni-Frid Lyngstad, Miller Anderson, Charlie Mariano, Clannad, Nippy Noya, Peter Kraus, Wolfgang Niedecken und Cathy Kelly. Zudem arbeitete er als Bassist von Jon Lord, bekannt als Mitgründer der Rockband Deep Purple, Mitte der 2000er-Jahre für dessen Soloalbum Beyond the Notes und begleitete ihn auf verschiedenen Europa-Tourneen.
Fuchs ist eng mit der deutschen Band Farfarello verbunden und spielte mit dieser über zehn Alben ein. Schon in den 1990er Jahren war er dort Gastmusiker. Nach einer längeren Unterbrechung besetzt er diese Rolle seit einigen Jahren erneut.
Bereits seit Beginn der 2000er Jahre arbeitet Fuchs mit der Harfenistin Ulla van Daelen zusammen und wirkt bis heute als Bassist und Perkussionist in ihren Live- und Studio-Projekten, unter anderem bei der Einspielung ihrer Alben Surprise (2002), Metharphosis (2005) und Harp & Glory (2011) sowie Zur Weihnacht (2013).
Ebenfalls als Bassist war er Mitglied von Talking Water um den schottischen Gitarristen Ian Melrose und die norwegisch-deutsche Sängerin und Gitarristin Kerstin Blodig (heute Kelpie) mit Wolfram Cramer von Clausbruch am Schlagzeug. Mit Talking Water entstand 2006 das Album Power of the Moon.
Mit Violinist Thomas Kagermann und Sängerin Andrea Leonhardi gründete Fuchs die an „spirituelle Weltmusik“ angelehnten Musikprojekte Tau Music und ZebraSommerwind. Fuchs betreibt zudem zwei weitere Projekte, Heaven’s Joy und N'joy Paradise.

## Diskografie

### Studioalben
- 2003: Eurosonic Experiences – gemeinsam mit Eroc als Eroc & Urs Fuchs (BSC Music, Münsing)[4]
- 2004: Field of Vision (BSC Music, Münsing)[4]
- 2021: Golden Morning – mit Andrea Leonhardi als Urs Fuchs & Andrea Leonhardi (JoyfullMusic, Leverkusen)[11]
- 2023: Der Himmel in Dir – mit Andrea Leonhardi als Andrea Leonhardi · Urs Fuchs (JoyfullMusic, Leverkusen)[12]

### Mitwirkungen (Auswahl)
Diese Auswahl, soweit nicht anders angegeben, nach: GND, Discogs, AllMusic etc. Nach eigenen Angaben war Fuchs an mehr als 100 Produktionen beteiligt.
- 2001: Western Winds on Celtic Shores – mit Talking Water  (Vollton, Bollschweil)
- 2002: Atlantic Driftwood – mit Thomas Loefke & Norland Wind  (Kerstin Blodig, Ian Melrose u. a.) (Laika Records, Bremen)
- 2002: Surprise – mit Ulla van Daelen  (Sonic Market, Düsseldorf)
- 2004: Beyond the Notes – mit Jon Lord  (EMI-Electrola, Köln)
- 2004: A Scottish Legacy – mit Ian Melrose  (Acoustic Music Records, Osnabrück)
- 2004: Closer to the Music – mit Allan Taylor, Chris Jones, David Munyon, Sara K. u. a.  (Stockfisch Records, Northeim)
- 2005: Metharphosis – mit Ulla van Daelen  (Westpark Music, Köln)
- 2006: Power of the Moon – mit Talking Water  (Westpark Music, Köln)
- 2011: Harp & Glory – mit Ulla van Daelen  (Van Daelen Music, Köln)
- 2013: Zur Weihnacht – mit Ulla van Daelen  (Van Daelen Music, Köln)
- 2015: The Great Irish Songbook – mit Tony Christie & Ranagri  (Stockfisch Records, Northeim)
- 2016: ZeitZone – mit Farfarello  (Ama/Membran, Hamburg)